# Victor Brault
Robert Victor Brault (* 1899 in Sainte-Martine; † 1963 in Montreal) war ein kanadischer Sänger (Bariton), Chordirigent und Musikpädagoge.

## Leben und Wirken
Der Bruder der Sängerin Cédia Brault studierte in Montreal Klavier bei Alexis Contant und von 1919 bis 1924 in Paris Gesang bei Amédée-Landély Hettich und Musiktheorie bei André Gédalge. Daneben nahm er Unterricht bei Edmond Clément, mit dem er auch gemeinsam auftrat. Er war Solosänger an der Pfarrkirche La Madeleine, sang den Petrus in einer Aufführung von Beethovens Oratorium Christus am Ölberge mit der Association des concerts spirituels de la Sorbonne und war Solist bei den Concerts Touche.
Bei Konzerten in der Salle Gaveau und der Salle Pleyel sang er am Klavier von den Komponisten begleitet Werke von Arthur Honegger, Albert Roussel und Alexandre Tansman, die Uraufführung von Rodolphe Mathieus Un Peu d'ombre und mit Gabriel Fauré am Klavier L'Horizon chimérique. In der Londoner Wigmore Hall sang er französische Lieder Maurice Ravels Trois Poèmes de Mallarmé unter Leitung des Komponisten.
Nach seiner Rückkehr nach Amerika trat Brault in New York, Boston und Montreal auf. 1925 nahm er am Benefizkonzert für Emma Albani am Théâtre St-Denis in Montreal teil. Er gründete Gesangsstudios in Montreal und Boston und unterrichtete am Conservatoire national of Montreal, an der McGill University und am Trafalgar Institute. Zu seinen Schülern zählten Marcelle Gagné, Gérard Gélinas, Claude Létourneau und Albert Viau.
1931 gründete Brault mit Wilfrid Pelletier und Edward Johnson die Canadian Opera Company of Montreal, deren Manager er wurde. Diese führte mit Queena Mario, Edward Johnson und Léon Rothier von der Metropolitan Opera und den kanadischen Sängern Lionel Daunais und Albert Viau Charles Gounods Roméo et Juliette auf. Weitere Projekte konnten infolge der Weltwirtschaftskrise nicht realisiert werden. Ein Benefizkonzert mit dem Sänger Alexander Kipnis ermöglichte jedoch konzertante Aufführungen von Mozarts Le nozze di Figaro und Glucks Orfeo ed Euridice (1933), Honeggers Le Roi David und Debussys Le Martyre de Saint Sébastien (1934). Im Sommer 1939 dirigierte er Aufführungen von Roméo et Juliette und Carmen im Chalet du Mont Royal.
Außerdem war Brault als Chordirigent beim Rundfunk der CBC aktiv, leitete und kommentierte 1944–45 die Rundfunkserie Le Chant du monde und gründete das Vokalensemble La Cantoria. Er harmonisierte kanadische Volkslieder und komponierte einige Werke unter dem Pseudonym Laurent Winter. Die Musikwissenschaftlerin Andrée Desautels ist eine Nichte Braults.